# 统一办公文档格式
统一办公文档格式（英語：Uniform Office Format，中文简称“标文通”）是一种基于XML语言的中文办公软件文档格式，支持文字处理、电子表格和演示文稿等应用。

## 历程
2002年，由红旗中文2000、金山、永中、中标等中国办公软件企业以及中国科学院软件研究所等科研院所组成了中文办公软件工作组，推出中国标准UOF。
2007年4月，UOF获批成为中国国家标准GB/T20916-2007，即由中国国家电子政务总体组所属的中文办公软件基础标准工作组组织制定的《中文办公软件文档格式规范》标准。
2007年9月1日，UOF作为中国国家标准开始全面实施。

## 支援
- 永中Office2009年版本
- Go-oo（英语：Go-oo） 3 或更高
- OpenOffice.org 3 或更高
- RedOffice 4 或更高
- WPS Office 2009 或更高
- LibreOffice

## 相关其他标准
- ODF
- OOXML